# II bitwa pod Breitenfeld

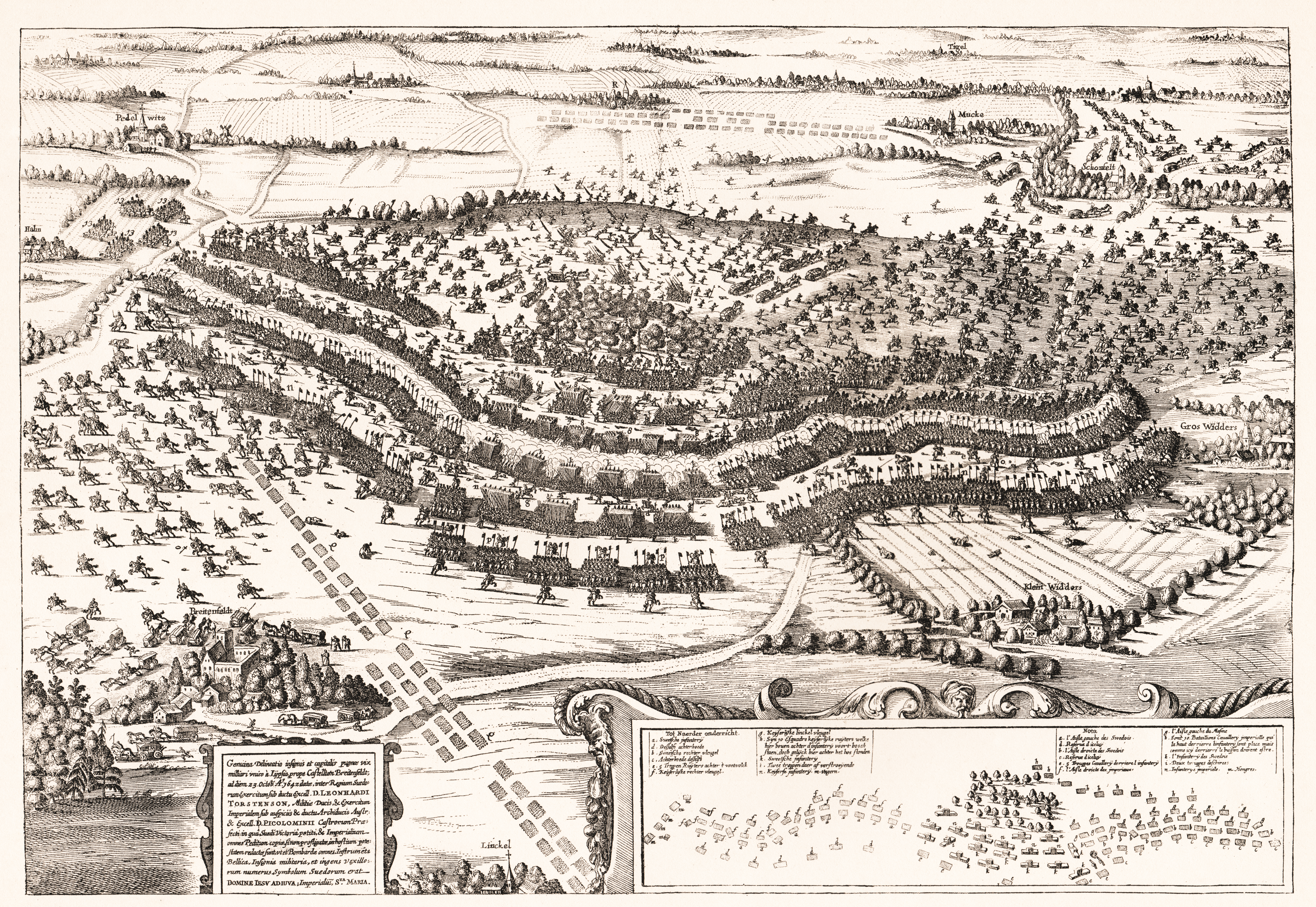
II bitwa pod Breitenfeld

II bitwa pod Breitenfeld – starcie zbrojne, które miało miejsce 2 listopada 1642 roku podczas wojny trzydziestoletniej.
W roku 1642 szwedzki marszałek Lennart Torstensson skierował się w kierunku Lipska. Podczas marszu ku miastu na tyły Szwedów wyszły wojska cesarsko-saskie dowodzone przez arcyksięcia Leopolda oraz generała Octavio Piccolominiego d’Aragonę. Torstensson zawrócił wówczas spod Lipska w kierunku miejscowości Breitenfeld, pod którą w roku 1631 Gustaw II Adolf zwyciężył siły katolickie Johana von Tilly. Atak jazdy szwedzkiej przez dłuższy czas odpierała piechota cesarska. W końcu Szwedzi przełamali szyki przeciwnika, który poniósł wielkie straty i wycofał się z walki. Zwycięstwo Szwedów było całkowite. Stracili oni co prawda 4 000 zabitych i rannych, jednak straty przeciwnika były jeszcze większe. Armia sprzymierzonych straciła 5 000 zabitych i rannych, 5 000 jeńców, 46 dział, sztandary i cały tabor. Arcyksiążę Leopold z wielkim trudem wycofał się do Czech. Skutkiem zwycięskiej bitwy stało się zajęcie przez Szwedów 3 dni później Lipska i całej Saksonii, co spowodowało wzmożenie starań elektora saskiego Jana Jerzego o zawieszenie broni ze Szwecją.